# Trepuzzi
Trepuzzi (Trepuzze in dialetto salentino) è un comune italiano di 13 729 abitanti della provincia di Lecce in Puglia.
Situato nel Salento, sorge a nord-ovest del capoluogo provinciale. È un centro agricolo e industriale, fa parte del gruppo di azione locale Valle della Cupa, del parco del Negroamaro e dell'unione dei comuni del Nord Salento.

## Geografia fisica

### Territorio

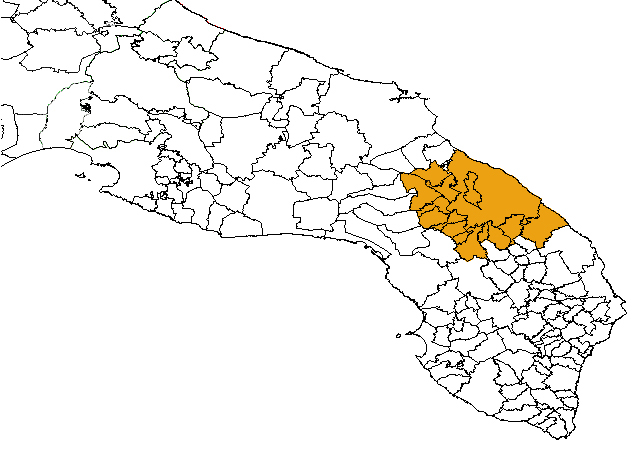
Valle della Cupa

Il territorio comunale di Trepuzzi, che occupa una superficie di 23,67 km², presenta una morfologia pianeggiante ed è compreso tra i 33 e i 60 metri sul livello del mare. Sorge nella parte centro-settentrionale della pianura salentina (o "Tavoliere di Lecce"), ed è compreso tra la Serra di Sant'Elia a nord-ovest e quella di Monte d'Oro a sud-est. È parte della Valle della Cupa, ossia di quella porzione di pianura, intorno al capoluogo leccese, caratterizzata da una grande depressione carsica.
Al comune appartiene la parte meridionale della marina di Casalabate, sulla costa adriatica del Salento.
Confina a nord con il comune di Squinzano, a est con il comune di Lecce, a sud con il comune di Novoli, a ovest con il comune di Campi Salentina.
- Classificazione sismica: zona 4 (sismicità molto bassa), Ordinanza PCM n. 3274 del 20/03/2003

### Clima
Dal punto di vista meteorologico Trepuzzi rientra nel territorio del Salento orientale che presenta un clima mediterraneo, con inverni miti ed estati caldo umide. In base alle medie di riferimento, la temperatura media del mese più freddo, gennaio, si attesta attorno ai +9 °C, mentre quella del mese più caldo, agosto, si aggira sui +24,7 °C. Le precipitazioni, frequenti in autunno ed in inverno, si attestano attorno ai 626 mm di pioggia/anno. La primavera e l'estate sono caratterizzate da lunghi periodi di siccità.
Facendo riferimento alla ventosità, i comuni del Salento sono influenzati fortemente dal vento attraverso correnti fredde di origine balcanica, oppure calde di origine africana.
| Trepuzzi                   | Mesi | Mesi | Mesi | Mesi | Mesi | Mesi | Mesi | Mesi | Mesi | Mesi | Mesi | Mesi | Stagioni | Stagioni | Stagioni | Stagioni | Anno |
| Trepuzzi                   | Gen  | Feb  | Mar  | Apr  | Mag  | Giu  | Lug  | Ago  | Set  | Ott  | Nov  | Dic  | Inv      | Pri      | Est      | Aut      | Anno |
| -------------------------- | ---- | ---- | ---- | ---- | ---- | ---- | ---- | ---- | ---- | ---- | ---- | ---- | -------- | -------- | -------- | -------- | ---- |
| T. max. media (°C)         | 12,6 | 13,2 | 15,0 | 18,3 | 22,6 | 26,8 | 29,2 | 29,6 | 26,2 | 21,8 | 17,6 | 14,2 | 13,3     | 18,6     | 28,5     | 21,9     | 20,6 |
| T. min. media (°C)         | 5,6  | 5,8  | 7,2  | 9,5  | 13,1 | 17,0 | 19,5 | 19,9 | 17,3 | 13,7 | 9,9  | 7,1  | 6,2      | 9,9      | 18,8     | 13,6     | 12,1 |
| Precipitazioni (mm)        | 71   | 60   | 65   | 40   | 33   | 20   | 16   | 22   | 49   | 80   | 97   | 74   | 205      | 138      | 58       | 226      | 627  |
| Umidità relativa media (%) | 78,7 | 78,2 | 77,8 | 77,3 | 76,2 | 72,9 | 70,9 | 72,4 | 76,5 | 79,2 | 80,5 | 80,3 | 79,1     | 77,1     | 72,1     | 78,7     | 76,7 |

- Classificazione climatica di Trepuzzi:[7]
  - Zona climatica: C
  - Gradi giorno: 1081

## Storia
Trepuzzi è inserita storicamente nella Terra d'Otranto, nella provincia di Lecce e nella stessa diocesi. Come tutti gli altri nuclei urbani salentini, anche Trepuzzi ha seguito le sorti e le vicende di invasioni e dominazioni, dai Romani ai Goti, dai Greci ai Longobardi, ai Normanni; fu assoggettata in seguito agli Svevi, agli Angioini, al Principato di Taranto, agli Aragonesi, ai Turchi che la saccheggiarono, ai Francesi e ancora una volta ai Borboni e da ultimo ai Reali di Savoia.
Le prime tracce documentali si hanno nel 1190, quando il re Tancredi, dopo la morte dello zio Guglielmo il Buono, divenne conte di Lecce e assegnò tutti i casali del suo contado al Vescovo di Lecce. Fulgo o Fulgone Bello Leccese, consigliere di Guglielmo il Buono, patrizio leccese, fu vescovo di Lecce dal 1180 o 1183 al 1200 e quindi anche pastore di Trepuzzi dopo la donazione.
Da una leggenda pagana si vuole che in località prossima a Sant'Angelo, al tempo dei Romani, sorgesse un'ara dedicata al dio Bacco dove i patrizi della vicina Lupiae si davano convegno per i Baccanali con feste, danze, baldorie, bagordi e orge, donde il nome di Tripudium dato al luogo. Nonostante lo stemma comunale rechi tre pozzi, non dimostra che il toponimo derivi da qui. L'etimologia Tripudium è più logica soprattutto nella menzione del Galateo, dove in triputeanam villulam è chiaramente evidente la radice tri, e non tre come ci si aspetterebbe dal numero cardinale tres, se si fossero voluti indicare i tre pozzi. Il termine trepuzze è stato alterato dal fatto che realmente ci sono stati i tre pozzi in uno dei due nuclei urbani originari. Al luogo di Tripudio infatti successivamente si aggiunse un altro nucleo abitato, con tre pozzi, che assorbì e fece decadere il primo. Ne consegue che le due versioni non sono opposte ma si integrano. Per una curiosa coincidenza, Tripudium e Treputium si fondono perfettamente nella sintesi del nome di oggi, Trepuzzi appunto. Nel corso dei secoli il centro crebbe e si ingrandì grazie alla decadenza del casale di Terenzano.
Il feudo di Trepuzzi e il subfeudo di Terenzano furono assoggettati agli Acquaviva D'Aragona, conti di Conversano, i quali ottennero il titolo di marchesi. Nel corso degli anni il feudo fu oggetto di diverse controversie, sorte tra gli ereditari degli Acquaviva, e venne più volte sequestrato dal Regio Fisco per la mancanza di eredi diretti. Nel 1725, il duca Francesco Carignani, anch'egli ereditario, ebbe l'incarico di governarlo. Più tardi, lo stesso Duca Francesco Carignani comprò il feudo di Trepuzzi e il subfeudo di Terenzano nell'anno 1753.

### Simboli
Lo stemma e il gonfalone sono stati concessi con DPR del 15 luglio 1982.
Stemma
(Art. 5 c. 4 dello Statuto comunale)
Gonfalone
(Art. 5 c. 4 dello Statuto comunale)

## Monumenti e luoghi d'interesse

### Architetture religiose

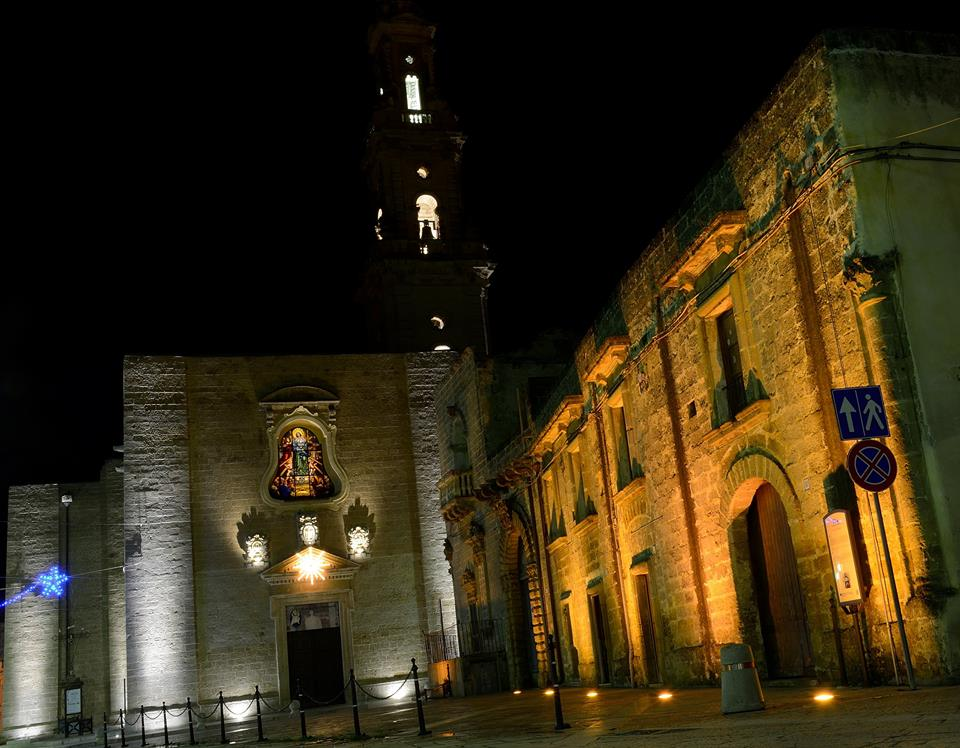
Trepuzzi. Largo Chiesa Maria SS. Assunta

- Trepuzzi. Largo Chiesa Maria SS. AssuntaChiesa di Maria Santissima Assunta in Cielo, è la chiesa madre di Trepuzzi e risale ai primi anni del XVII secolo. Originariamente era intitolata a san Pietro apostolo; la dedicazione alla Madonna Assunta avvenne solo a partire dal 1792. La chiesa fu eretta nel 1603 su una costruzione preesistente, di dimensioni più piccole. Presenta una nuda facciata a coronamento orizzontale, modellata solo da alcune larghe lesene ed aperta da un portale timpanato. Il portale d'ingresso è sormontato da una finestra lobata tardo-settecentesca. Il campanile, costruito in sostituzione di quello antico, venne realizzato in forme barocche tra il 1921 e il 1928. L'interno, a croce latina con una sola navata, è suddiviso in quattro campate scandite da brevi cappelle. L'altare maggiore, consacrato nel 1925, è adorno di una grande tela raffigurante l'Assunzione di Maria, realizzata nel 1766 per volontà del sindaco Marco Rampino.

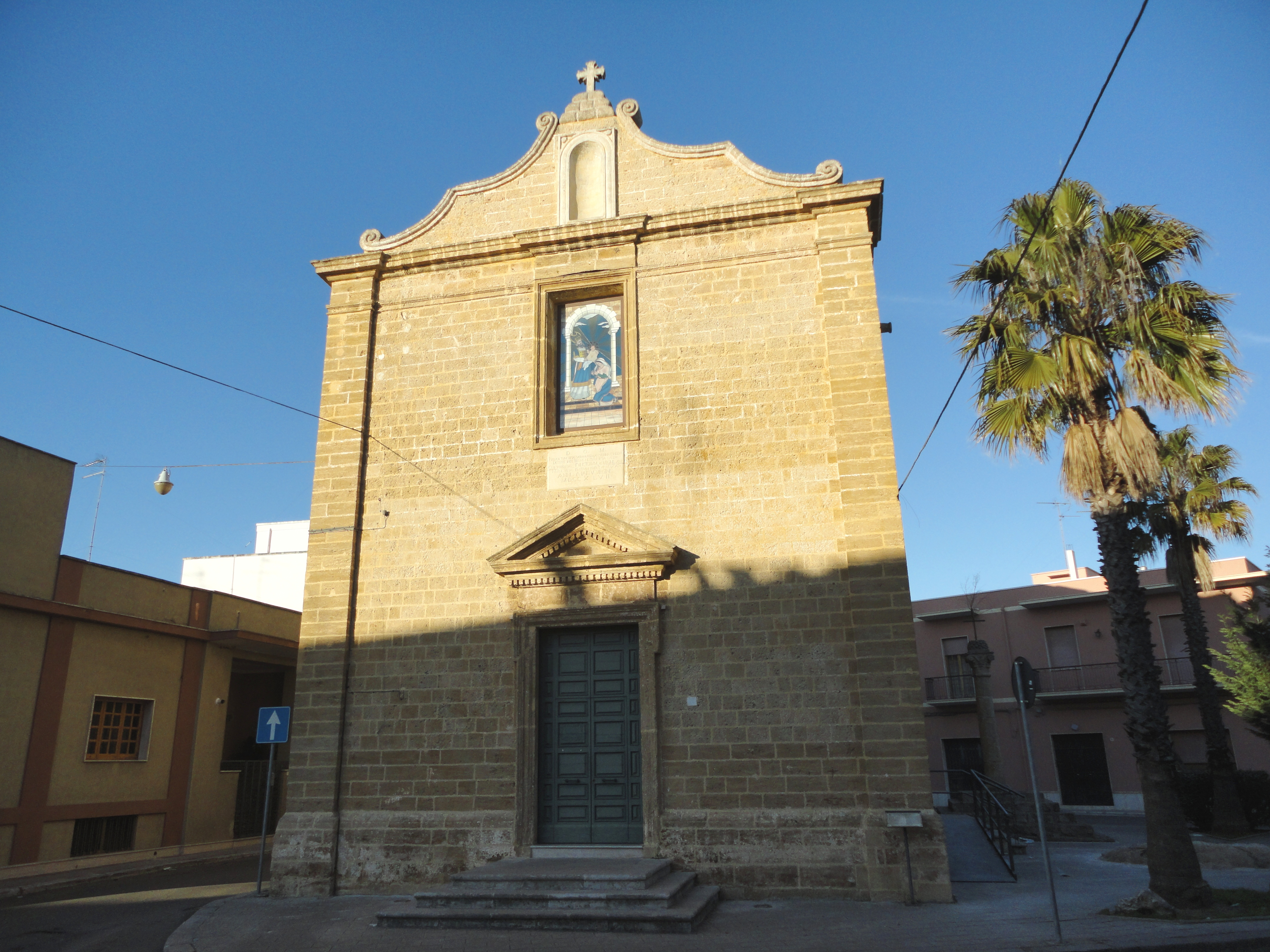
Chiesa della Purificazione

- chiesa della Purificazione Beata Vergine della Maria, è menzionata per la prima volta nella visita pastorale di monsignor Luigi Pappacoda nel 1640, dalla quale si evince che era sede della confraternita della Purificazione istituita nel 1633 secondo le regole dei gesuiti. Fu riedificata e portata a termine nel 1747. La facciata, racchiusa fra due lesene lisce, presenta un semplice portale timpanato e una finestra rettangolare, e termina con un coronamento a volute, sormontato da una croce in carparo, che inquadra una nicchia vuota. L'interno, ad una sola navata con volta a botte lunettata, è ritmato da alte lesene. Sull'altare maggiore figura la tela tardo-seicentesca della Presentazione di Gesù al Tempio, e superiormente in asse con questa, l'ovale raffigurante sant'Ignazio di Loyola. Ai lati dell'altare vi sono inoltre le tele riproducenti la Presentazione della Beata Vergine Maria e la Natività di Maria, opere settecentesche di Pietro Pasquale Martena.
- Cappella di Santa Croce, risalente alla seconda metà del XVII e sede della confraternita del SS. Sacramento, dal 2 marzo 1858.
- Chiesa di Maria Santissima Addolorata, eretta nel 1883 e sede di parrocchia dal 1962 al 2003 quando il titolo è stato traslato alla nuova chiesa della Santa Famiglia.[12] Presenta una facciata in pietra leccese di gusto neoclassico, caratterizzata da quattro grandi colonne ioniche
- Cappella dell'Assunta, edificata tra la fine del XIV e l'inizio del XV secolo e completamente rinnovata nel XVIII secolo. Ad essa è legato il tradizionale miracolo della liberazione del paese da alcune piraterie francesi[non chiaro], avvenuto il 12 aprile 1799, per intercessione della Madonna Assunta[13].
- Cappella di San Giuseppe Patriarca, di proprietà della famiglia Petrucci, costruita per volere del sacerdote Giuseppe Petrucci nella seconda metà del XVII secolo.
- Cappella di Sant'Antonio abate, risalente al XVII secolo e originariamente appartenente all'Ordine costantiniano, del quale rimane l'emblema sulla porta d'ingresso. Ospita un pregevole dipinto murale.
- Cappella delle Anime Sante, edificata nel 1912 per opera dei confratelli della confraternita delle Anime Sante del Purgatorio.
- Convento di Sant'Elia, costruito nel 1575 per volontà del barone di Campi Luigi Maria Paladini, il quale volle nel suo territorio una comunità di Cappuccini.[14]

### Architetture civili
- Palazzo Petrucci (Trepuzzi), edificato a partire dal XVI secolo, il palazzo è ubicato nel nucleo antico del paese, accanto alla chiesa Madre. L'edificio, in carparo, si articola in due corpi. Sulla facciata principale si apre un portale bugnato con arco a tutto sesto, sormontato dallo stemma della famiglia Petrucci-Giugni e arricchito da mensole decorate con motivi naturalistici. Al primo piano è presente una loggia con balaustra lapidea impostata su mensole scolpite. L'interno ospita la biblioteca privata della famiglia, nella quale si raccolgono libri editi in un periodo compreso tra la seconda metà del XVI e l'inizio del XX secolo. Si tratta per lo più di opere di argomento giuridico-legislativo e storico-umanistico.
- Palazzo Bianco, sede municipale, fu costruito nel XIX secolo. L'edificio, realizzato in carparo, si sviluppa su due livelli ed è ornato da decorazioni scultoree. La facciata principale, articolata da lesene lisce con capitelli, presenta una bifora centrale sormontata dallo stemma di Trepuzzi e finestre timpanate ai lati. Sopra di esse corrono un fregio e un cornicione finemente decorati. Gli intagli, i capitelli e le strutture architettoniche sono opera del trepuzzino Adamo Miglietta. L'interno, con copertura a volta a spigolo, presenta dei dipinti in stile liberty, eseguiti dal pittore salentino Oronzo Pistone nei primi anni del Novecento.
- Case a corte, le abitazioni a corte sono situate nell'isolato delimitato da C.so Umberto, via Assunta e via San Giuseppe, zona più antica del paese. La corte ha funzione di filtro tra abitazione e strada e da questa è separata da un portale più o meno decorato in base alle caratteristiche economico-sociali dell'utente. Le abitazioni intorno alla corte sono caratterizzate da un fronte stretto e le stanze si dispongono una dietro l'altra. La scarsa dimensione della casa, in proporzione degli abitanti, porta ad un particolare uso degli spazi esterni, in cui si svolge l'attività domestica. Questa struttura rappresenta quella realtà urbana, i cui caratteri sono propri di una civiltà contadina. Tra le corti di Trepuzzi si distingue la "Curte Longa" per la sua testimonianza sul vecchio modo di costruire e per il settecentesco arco d'ingresso in carparo, realizzato con conci lavorati a punta di diamante.

### Architetture militari

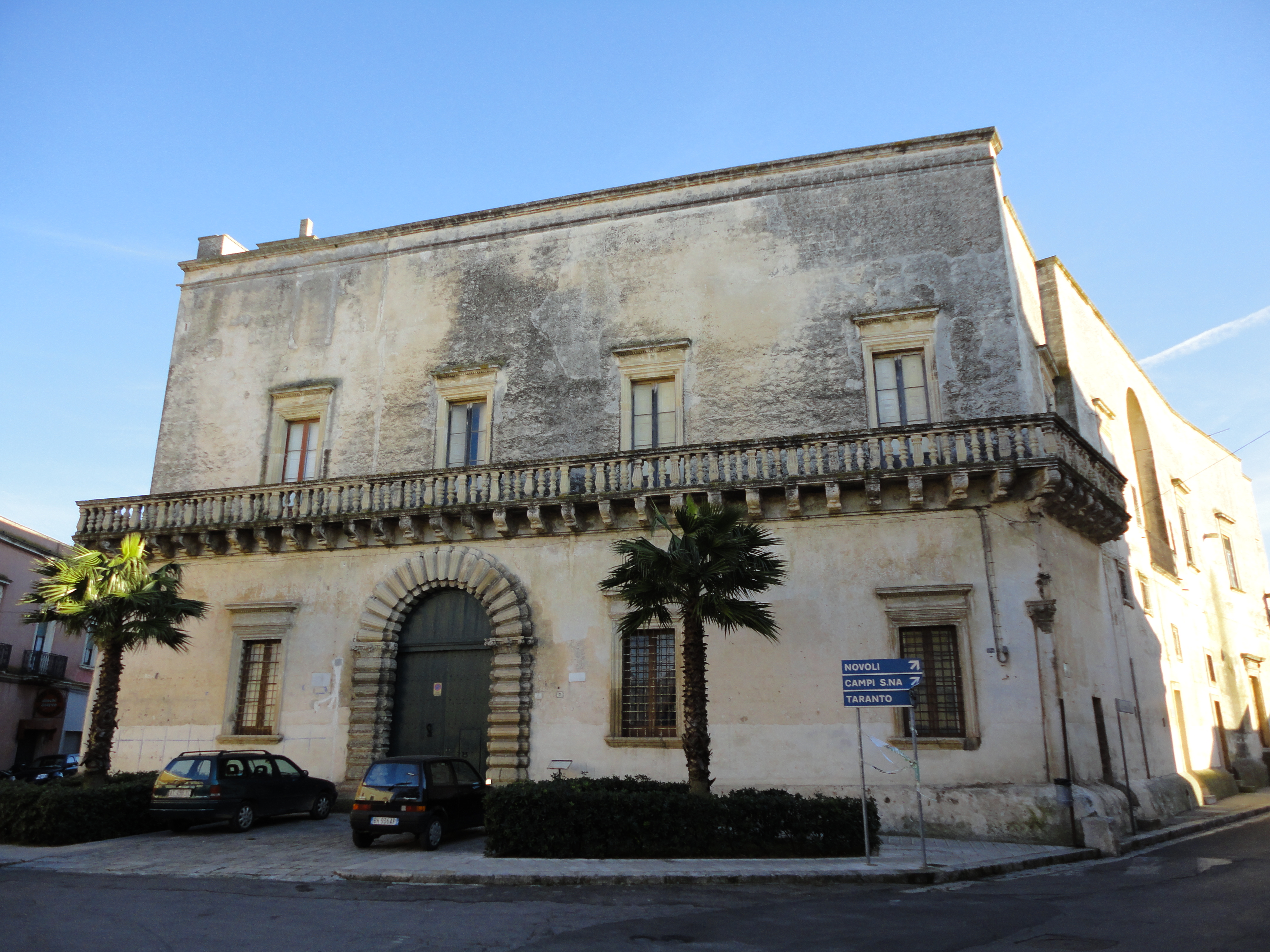
Palazzo Barrile-Spinelli

- Palazzo Barrile-Spinelli, comunemente chiamato Castello Nuovo, è una residenza fortificata, voluta dai Condò, feudatari di Trepuzzi, agli inizi del XVII secolo e abitata poi nel XVIII secolo dai duchi Carignani. Nel 1887 il palazzo ha subito restauri ed ampliamenti che ne hanno modificato l'aspetto originario. Presenta una sobria facciata con un elegante portale bugnato, finestre e una lunga balconata. L'edificio, di pianta trapezoidale, si articola intorno ad un cortile quadrangolare, e presenta una struttura a due livelli. Di pertinenza del palazzo è la cappella dedicata ai santi apostoli Giacomo e Filippo, eretta per devozione di Gian Domenico Condò di Lecce prima del 1640.

### Altro
- Colonna dell'Assunta, fu eretta il 15 agosto 1909 e realizzata dallo scultore leccese Luigi Guacci. Si compone di una colonna marmorea, poggiante su un alto basamento, che sostiene la statua della Madonna Assunta. Una lapide ricorda che l'opera fu innalzata dal popolo trepuzzino per testimoniare la profonda devozione verso la Madonna Assunta, nel ricordo del miracolo compiuto nel 1799 dalla Vergine che avvolse con una fitta nebbia Trepuzzi, occultandola dagli invasori francesi.

## Società

### Evoluzione demografica
Abitanti censiti

### Etnie e minoranze straniere
Al 31 dicembre 2019 a Trepuzzi risultano residenti 368 cittadini stranieri. Le nazionalità principali sono:

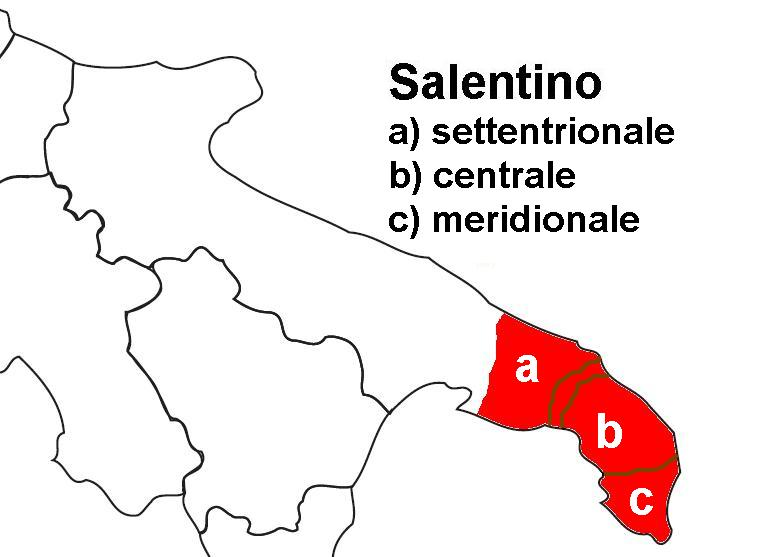
Diffusione del dialetto salentino

- Romania - 87
- Senegal - 36
- Albania - 35
- Montenegro - 22
- Cina - 21
- Polonia - 21
- India - 20
- Pakistan - 18

### Lingue e dialetti
Il dialetto parlato a Trepuzzi è il dialetto salentino nella sua variante centrale che corrisponde al dialetto leccese. Il dialetto salentino, appartenente alla famiglia delle lingue romanze e classificato nel gruppo meridionale estremo, si presenta carico di influenze riconducibili alle dominazioni e ai popoli stabilitisi in questi territori nei secoli: messapi, greci, romani, bizantini, longobardi, normanni, albanesi, francesi, spagnoli.

## Cultura

### Istruzione

#### Biblioteche
La Biblioteca Comunale, istituita nel 1963, venne aperta al pubblico il 3 giugno 1965. Possiede un patrimonio librario di circa 7 600 volumi.

#### Scuole
Nel comune di Trepuzzi hanno sede sei scuole dell'infanzia (di cui una paritaria), due scuole primarie, due scuole secondarie di primo grado.

### Eventi
- Fiera Madonna dei Miracoli - 1ª domenica dopo Pasqua
- Festa e fiera Madonna Assunta - 14 e 15 agosto
- Fiera di San Raffaele Arcangelo - 4ª domenica di ottobre
- Festa di Sant'Anna- 26 luglio

## Economia
L'economia è legata soprattutto ad attività di tipo agricolo; accanto all'abbondante produzione vinicola e olivicola, è importante la crescita dell'industria di trasformazione e quella della maglieria e dell'abbigliamento. Altro ramo economico rilevante è quello delle costruzioni.

## Infrastrutture e trasporti

### Strade
I collegamenti stradali che interessano il comune sono:
- Strada statale 613 Brindisi-Lecce;
- Strada statale 694 Tangenziale Ovest di Lecce;
- Strada statale 7 ter Salentina;
- Strada Provinciale 15,Trepuzzi-Novoli;
- Strada Provinciale 92, Trepuzzi-Surbo;
- Strada provinciale 230, Trepuzzi-Campi Salentina;
- Strada provinciale 296, Trepuzzi-intersezione Strada Provinciale 100 Squinzano-Casalabate;
- Strada Provinciale 357, ex Strada Statale 16 Squinzano-Trepuzzi:

### Ferrovie

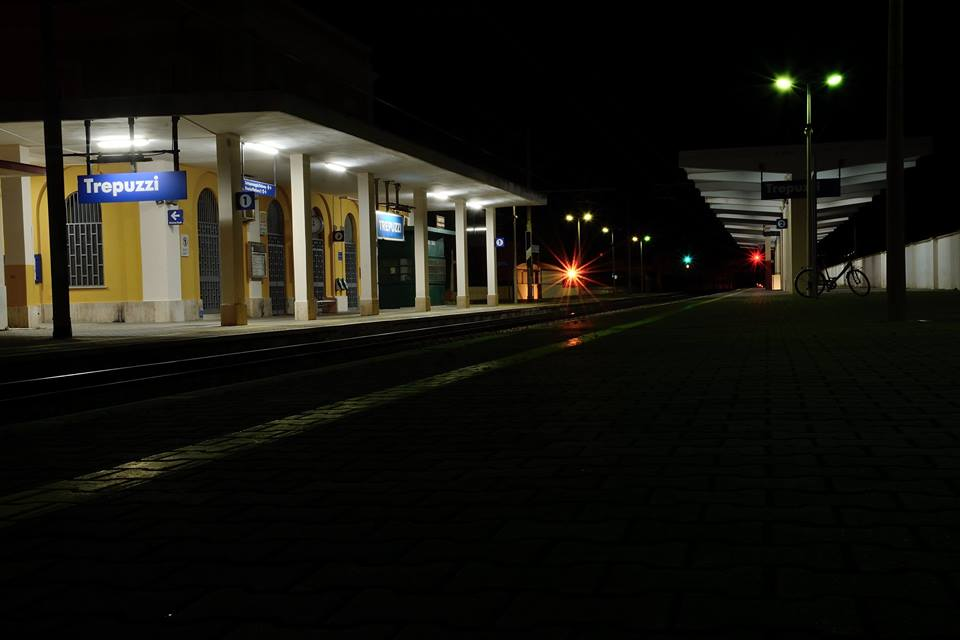
Trepuzzi. Stazione FS

La stazione di Trepuzzi, è servita dalle relazioni che percorrono la Ferrovia Adriatica.

## Amministrazione
Di seguito è presentata una tabella relativa alle amministrazioni che si sono succedute in questo comune.
| Periodo          | Periodo          | Primo cittadino  | Partito              | Carica  | Note   |
| ---------------- | ---------------- | ---------------- | -------------------- | ------- | ------ |
| 27 luglio 1988   | 10 dicembre 1990 | Walter Miglietta | Democrazia Cristiana | Sindaco | [ 20 ] |
| 18 dicembre 1990 | 21 giugno 1993   | Antonio Casalino | Democrazia Cristiana | Sindaco | [ 20 ] |
| 21 giugno 1993   | 28 aprile 1997   | Giuseppe Taurino | Democrazia Cristiana | Sindaco | [ 20 ] |
| 28 aprile 1997   | 14 maggio 2001   | Giuseppe Taurino | centro-sinistra      | Sindaco | [ 20 ] |
| 14 maggio 2001   | 30 maggio 2006   | Cosimo Valzano   | centro-sinistra      | Sindaco | [ 20 ] |
| 30 maggio 2006   | 16 maggio 2011   | Cosimo Valzano   | lista civica         | Sindaco | [ 20 ] |
| 16 maggio 2011   | 5 giugno 2016    | Oronzo Valzano   | lista civica         | Sindaco | [ 20 ] |
| 5 giugno 2016    | 4 ottobre 2021   | Giuseppe Taurino | lista civica         | Sindaco | [ 20 ] |
| 4 ottobre 2021   | in carica        | Giuseppe Taurino | lista civica         | Sindaco | [ 20 ] |

## Sport
La Società Sportiva Dilettantistica Trepuzzi Calcio 2010, militante in Promozione Puglia, Girone B 24/25, disputa le partite di casa presso lo Stadio Vittorio. 
La società Salento XV Trepuzzi Rugby, militante in Serie C1, disputa le partite al Campo Federale Vittorio. Raggiunse il suo culmine militando nel campionato di Serie B.
L'ASD Pallavolo Trepuzzi milita nel campionato di Serie C femminile 2019-2020.
L'ASD Trepuzzi Volley milita nel campionato di Serie D femminile 2019-2020.